# Hector-François Préveraud de La Boutresse
Hector-François Préveraud de La Boutresse (17 novembre 1763, Le Donjon - 14 mai 1845, Le Donjon), est un magistrat et homme politique français.

## Biographie
Hector-François Préveraud de La Boutresse appartenait du côté paternel à une famille de juristes qui occupait depuis son arrière-grand-père la charge de lieutenant général des Basses Marches du Bourbonnais. Du côté maternel, son arrière-grand-père et son grand-père étaient fauconniers de France. Les deux familles étaient de la région du Donjon.
Il épousa le 23 germinal an IV (12 avril 1796) à Saint-Félix Laure de Fradel (1771-1819), fille de Gaspard Claude de Fradel, guillotiné le 31 décembre 1793 à Lyon. L'un de ses fils, Jean Nicolas Victor (1800-1871) fut substitut général à la cour royale de Riom et maire du Donjon. Ce dernier est le père de Roger de La Boutresse (1860-1957), coauteur des Fiefs du Bourbonnais et maire de Varennes-sur-Tèche ; par un autre de ses fils, il est le grand-père d'Henriette Préveraud de La Boutresse (1884-1975), épouse du général et historien Paul Azan.
Membre du Grand Conseil avant la Révolution, il resta sans emploi jusqu'à la Restauration et fut nommé conseiller à la cour royale de Riom en 1815. Il fut successivement élu député du grand collège de l'Allier, le 22 août 1815, le 4 octobre 1816, le 13 novembre 1820 et le 6 mars 1824. Il siégea constamment à droite et vota les lois d'exception et la nouvelle loi électorale. Le ministère Peyronnet le nomma président de chambre et chevalier de la Légion d'honneur. Il ne se représenta pas aux élections de 1827.
Légitimiste, il démissionna en 1830 pour ne pas avoir à prêter serment à Louis-Philippe.

## Sources
- « Hector-François Préveraud de La Boutresse », dans Adolphe Robert et Gaston Cougny, Dictionnaire des parlementaires français, Edgar Bourloton, 1889-1891 [détail de l’édition]